# Hakon Schmedes
Hakon Schmedes (31. oktober 1877 i Gentofte – 19. august 1938 i Helsingør) var en dansk violinist og komponist. Han var bror til operasangeren Erik Schmedes.
Schmedes var elev af violinisten Anton Svendsen og debuterede på dette instrument i 1899. 1902-04 indgik han i Jacques Thibauds kvartet i Paris og var medlem af Boston Symphony Orchestra i nogle år og optrådte ved siden af som soloviolinist.
Af hans kompositioner kan nævnes balletten To i et Glashus, der blev opført på Det kgl. Teater i 1923, operetten Dronningen af Montmartre, opført på Casinoteatret i 1907, samt musik til det folkelige skuespil Peder Most (1909). Derudover komponerede han violinmusik og sange.
Schmedes byggede et landsted i engelsk stil, Mikkelgaard, Rungsted Strandvej 302 i Hørsholm i 1915-16. Huset, der fremstår enkelt i rødt og sort og er placeret på en lille holm, er tegnet af Povl Baumann og er et kendt eksempel i dansk arkitekturhistorie på den engelskinspirerede nationalromantik/nybarok. Huset er i dag restaurant. Han ejede også herregården Baggesvogn.
Hakon Schmedes er begravet på Gentofte Kirkegård.